# Madden NFL 25 (videogioco 2024)
Madden NFL 25 è un videogioco di football americano sviluppato da EA Orlando e pubblicato da Electronic Arts il 16 agosto 2024.
Si tratta del trentottesimo capitolo della serie videoludica Madden NFL e il terzo ad essere stato rilasciato dopo la morte dell'ex allenatore e telecronista John Madden, da cui la serie aveva tratto denominazione. È il secondo videogioco ad essere rilasciato con il titolo Madden NFL 25, il primo è stato chiamato tale per celebrare il venticinquesimo anniversario del franchise nel 2013.

## Copertina
La copertina del videogioco vede figurare Christian McCaffrey, running back dei San Francisco 49ers. È il primo running back a rappresente la copertina dopo quella raffigurata da Barry Sanders in Madden NFL 25 del 2013.

## Accoglienza
L'aggregatore online di recensioni Metacritic riporta una valutazione media delle critiche, pari a 70/100 per la versione PlayStation 5, a 69/100 per Xbox Series X e Series S e a 65/100 per la versione PC. Il videogioco è stato accolto positivamente da IGN affermandolo migliore rispetto al precedente Madden NFL 24, con una valutazione pari a 6/10.